# Mannophryne cordilleriana
Espèce
Statut de conservation UICN

 CR A2c; B2ab(ii,iv,v)c(iii,iv) : 
En danger critique
Mannophryne cordilleriana est une espèce d'amphibiens de la famille des Aromobatidae.

## Répartition
Cette espèce est endémique de l'État de Mérida au Venezuela. Elle se rencontre à Santo Domingo de 1 300 à 1 950 m d'altitude dans la cordillère de Mérida.

## Publication originale
- La Marca, 1994 : Taxonomy of the frogs of the genus Mannophryne (Amphibia; Anura; Dendrobatidae). Publicaciones de la Asociación Amigos de Doñana, no 4, p. 1-75.